# Francisco Muzzi
João Francisco Muzzi (Italie, XVIIIe siècle - ?, 1802), est un peintre, scénographe et illustrateur italo-brésilien.
Il a commencé sa carrière comme scénographe à la Casa de Ópera, probablement après avoir été l'élève de José de Oliveira Rosa. Puis il a travaillé au Théâtre Manuel Luís.
En 1789, il a exécuté des peintures aujourd'hui exposées dans les musées Castro Maya, à Rio de Janeiro. Il pourrait s'agir de quelques-unes des illustrations de l'ouvrage Carte botanique à l'usage d'Ilmo. Hon. M. Luiz de Vasconcelos e Souza, vice-roi de l'État du Brésil (vers 1790), conservé à la Bibliothèque nationale.

## Peintures

Peintures de Francisco Muzzi
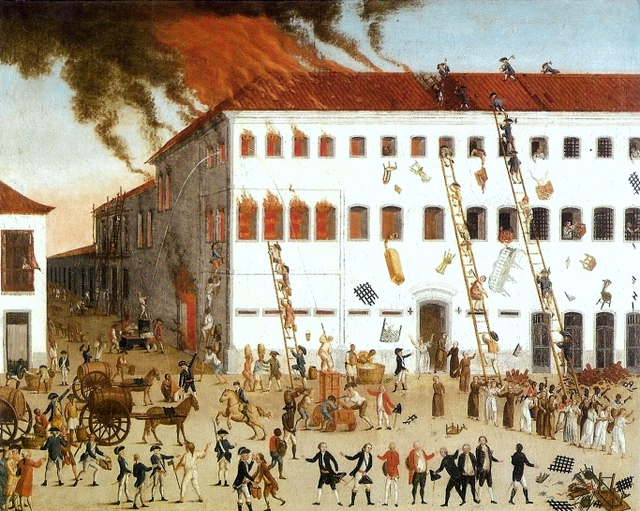
Feu mortel et rapide qui a réduit en cendres [...] l'ancien Rassemblement de NS do Parto (1789), au Museu do Açude, Rio de Janeiro.
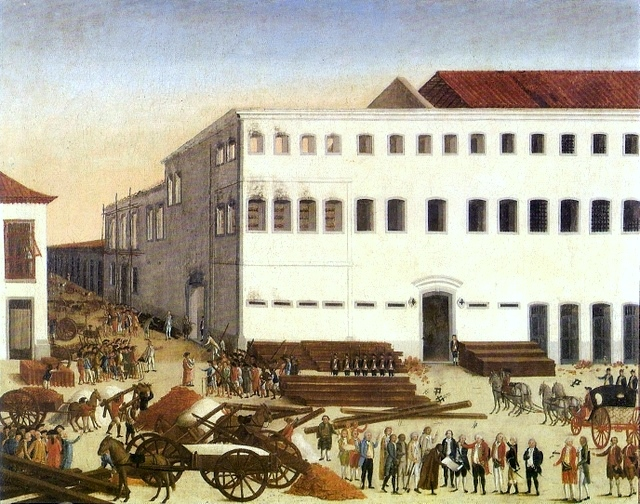
Œuvre  sur la reconstruction du souvenir de Nossa Senhora do Parto, où le maître Valentine est vu livrer les projets de reconstruction au vice-roi D. Luis de Vasconcelos e Sousa (1789).